# Chhota Ghallughara

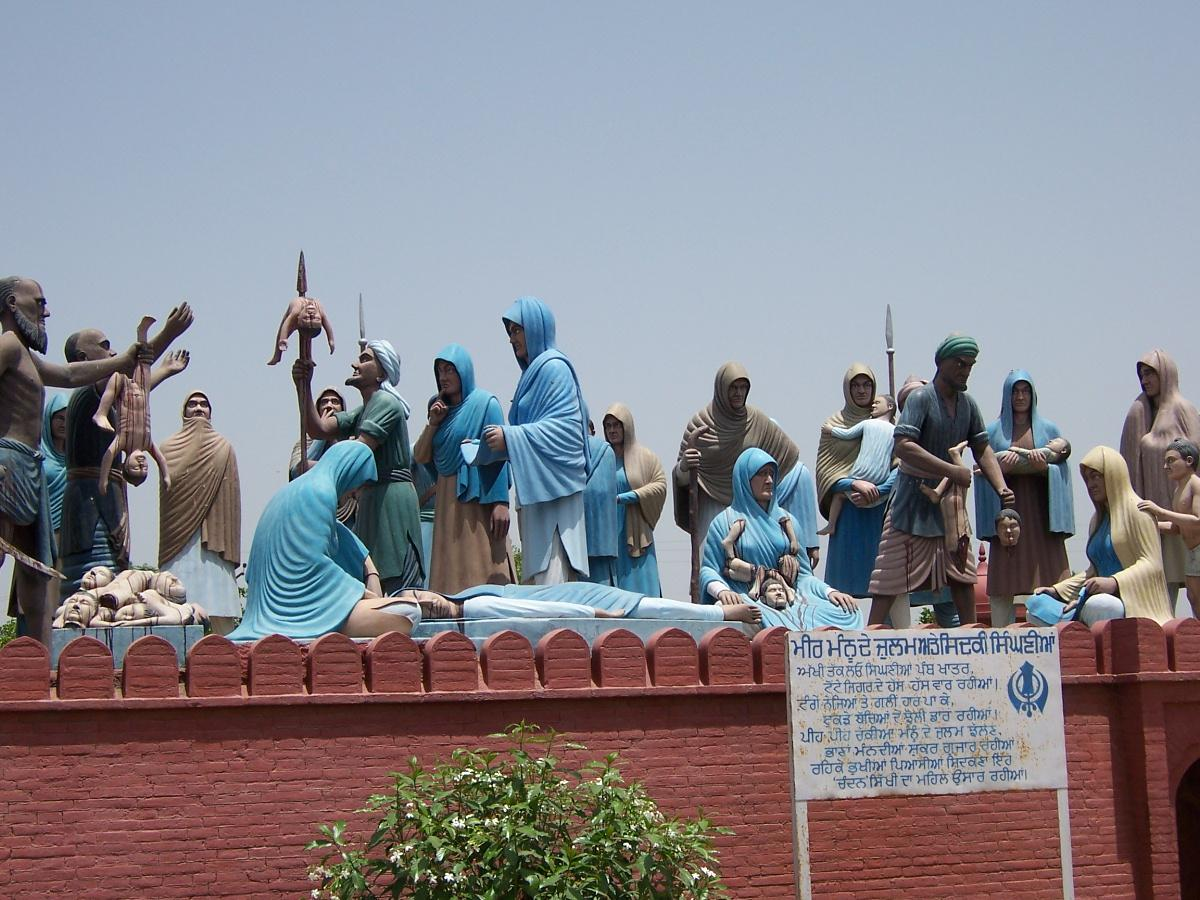
Diorama représentant le massacre de 1746, à Mehdiana Sahib.

Le Chhota Ghallughara est l'expression qui désigne le « petit holocauste », le massacre qu'ont connu les sikhs en 1746 face aux Moghols. Il y a eu quelques décennies plus tard, en 1762, le Vadda Ghallughara, le grand holocauste subi par le peuple sikh où plus de 20 000 croyants ont été massacrés. Les Moghols présents sur le sous-continent indien ont essayé déjà, en 1746, d'éradiquer cette religion de la terre; mais les sikhs ont résisté, et, quelques mois plus tard à Amritsar, le feu de la foi sikhe était toujours vivace notamment par la résolution religieuse, le gurmatta, qui décidait de construire un fort pour protéger à jamais le cœur théologique et politique du sikhisme.